# افا فوگلمن
افا فوگلمن (انگلیسی: Eva Fogelman) نویسنده، استاد دانشگاه و روان‌شناس اهل ایالات متحده آمریکا است.
او در جهت درمان اثرات روانشناختی بر بازماندگان و فرزندان هولوکاست پیشگام بوده و کتاب‌های بسیاری نوشته‌است. کتاب آگاهی و شجاعت برنده جایزه پولیتزر از جمله آثار او می‌باشد.